# Jun Takeuchi

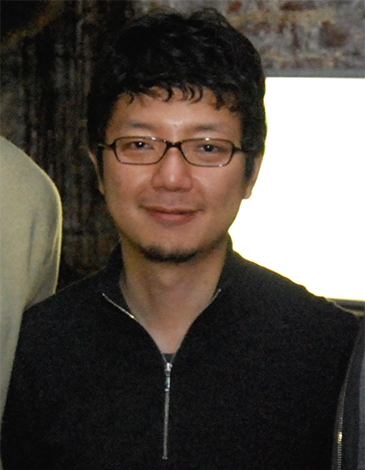
Jun Takeuchi em um evento de imprensa em 2010.

Jun Takeuchi (竹内 潤, Takeuchi Jun, Toyonaka, 24 de agosto de 1970) é um diretor e produtor de jogos eletrônicos japonês. Formou-se na Divisão de Gráficos no Sozosha College of Design e começou a trabalhar para a Capcom em 1991. Ele foi produtor de Onimusha 3: Demon Siege e Lost Planet e produtor-chefe de Resident Evil 5. Takeuchi também trabalhou em outros jogos da Capcom como Street Fighter II para o Super Nintendo Entertainment System e Resident Evil e Resident Evil 2 para o PlayStation.